# Komet LONEOS 3
Komet LONEOS 3 (uradna oznaka je 150P/LONEOS) je periodični komet z obhodno dobo okoli 7,7 let. 
Komet pripada Jupitrovi družini kometov .

## Odkritje[3]
Komet so odkrili 23. marca 2001 v okviru projekta LONEOS na Observatoriju Lowell. Pozneje so ga našli tudi na starih posnetkih iz programa LINEAR, ki so jih naredili v letu 2001.